# Abelstraße 11

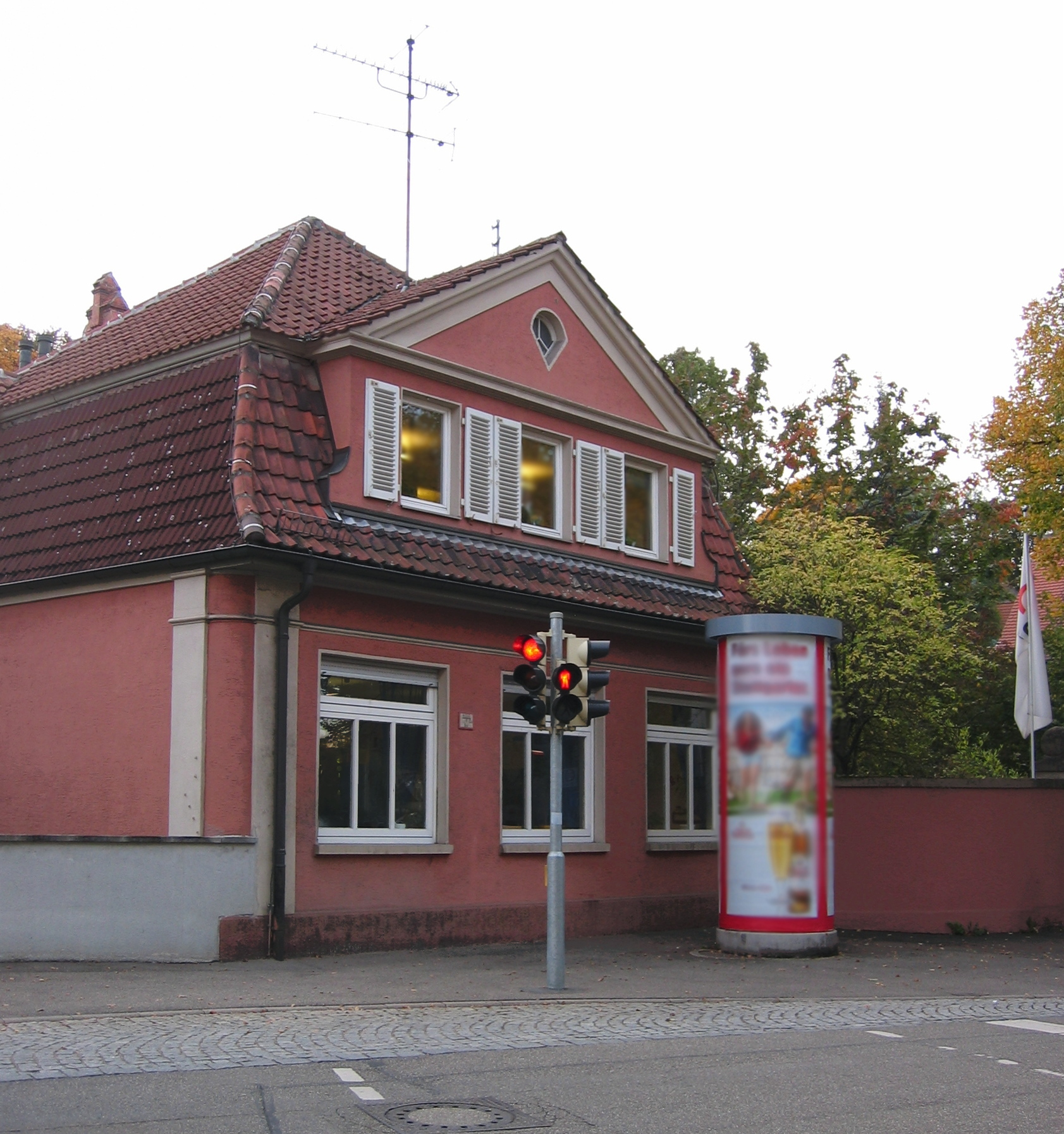
Wohnhaus Abelstraße 11 in Ludwigsburg

Das Gebäude Abelstraße 11 in Ludwigsburg wurde 1894 errichtet. Das Wohnhaus ist ein geschütztes Kulturdenkmal.
Der eingeschossige Backsteinbau nach Plänen von Albert Bauder wurde für einen Apotheker errichtet. Die Fassadengliederung ist in neobarocken Formen ausgeführt.
Das Haus und der Garten gingen 1913 an den Ulanen-Kasino-Bauverein, der auf dem Gartengelände Stallungen baute, die teilweise erhalten sind.